# 东风汽车集团有限公司
东风汽车集团有限公司，简称东风公司，原名中国第二汽车制造厂，曾称东风汽车公司，是一家中国大陆汽车制造商。主要生产和组装客车、卡车、轿车和汽车零部件，使用自己的品牌或者使用与其合资的国际性品牌。
东风是始建于1969年的第二汽车制造厂演變而來，作为“三线”战略的一部分，二汽建在了湖北省十堰。东风是中国大陆第二大汽车制造商，也是国有控股企业。
东风顺利将总部迁至湖北省武汉市后，已实现了以“十堰、武汉”为主，全国多地为辅的产业布局。

## 历史
1964年筹建第二汽车制造厂，从一汽调3000人成为建厂骨干。1965年10月设五人领导小组：饶斌、齐抗、张庆梓、李子政和陈祖涛。
1964年筹建第二汽车制造厂，在总结一汽经验的基础上，提出主要依靠自己的力量，建设一个专业化生产、产品系列化的现代化汽车制造厂，生产1～8吨的各种汽车，年产10万辆，将来还可翻一番达到远景规划20万辆。1964年10月下旬，一机部基建局副局长关祉桃率领一机部长春汽车工厂设计处、勘测公司和中国汽车工业公司的人，去湖南沅陵、泸溪、辰溪一带勘察厂址。1965年2月下半月开始，饶斌、吴庆时、姜季炎、韩云岭等到四川勘察成渝铁路、内宜铁路沿线，长江边的泸县、纳溪，重庆至达县铁路沿线、贵阳至遵义铁路沿线。1965年11月初，由于讨论第三个五年计划的中央工作会议决定川汉铁路改为不经湖南而经湖北襄樊，齐抗带队踏勘襄樊到安康沿线选址。1966年2月下旬，齐抗、姜季炎、国家建委局长张学儒踏勘武当山南北，编写了四个设置厂址方案，向上级部门作了汇报。
一机部部长段君毅确定逐步抽调一汽的1/3干部支援二汽建设，并把一机部部属汽车研究所和工厂设计处划归二汽领导。从一汽调给二汽的干部，从1964年到1969年末共1273名，其中处级37人，科级203人，技术干部549人，一般干部484人。1965年10月设五人领导小组，12月21日正式宣布：饶斌、齐抗（江苏省机械厅厅长，曾任南汽厂长）、张庆梓(汽研所书记，曾任南汽厂长)、李子政(原一汽副厂长，工人出身)和陈祖涛(工厂设计处处长)。设计和建设方法是用“老厂包建新厂”：车身厂、车架厂、车箱厂、总装配厂、车轮厂、底盘零件厂、铸造一厂、发动机厂、铸造二厂、车桥厂、锻造厂共11个前方厂以及各后方厂以一汽为主包建，以汽车附配件为主的传动轴厂、水箱厂、仪表厂、标准件厂、钢板弹簧厂由上海的专业厂包建，化油器厂由北京汽车制造厂包建，球墨曲轴设备由南京汽车制造厂包建，轴瓦厂由武汉汽配厂包建。建设进度规划为1966年搞建厂准备工作；1967年大上基建施工，开始组织中间生产，考验产品、工艺和设备；1968年是基建高潮，内外基地新老产品形成系列；1969年要进行生产调整和部分基建，内外基地结合出车；1970年达到5万辆配套能力；争取1972年建成10万辆的水平。4月5日派遣谢渊、李应堂、臧明堂3人去西欧6国考察与订购400多台设备，至1967年1月才回厂。1966年5月上旬，国家建委召开鄂西地区“三线”建设厂址讨论会，批准了郧县选址。6月6日，一机部向中央报送《关于中型载重汽车生产基地(第二汽车厂)建设方案的报告》。8月，哈尔滨工业大学副校长李东波调任二汽临时党委副书记，饶斌任临时党委书记。10月7日～26日二汽厂址审查会议在武当山下老营召开。1966年11月，《第二汽车制造厂建设方针十四条》定稿，随厂址方案一同上报。12月9日～24日，一机部在长春召开二汽成套设备订货会议，全国77个主要机床厂、研究所、大专院校214人参加会议；会上，二汽提出新设计试制自动线128条，确定了107条。单机制造399项；二汽成套设备制造任务，确定90%。1967年2月24日，一机部批复关于第二汽车制造厂总体布置和设计纲要。3月5日，郧阳军分区副司令员刘景修带人到二汽筹建办“支左”，成立“抓革命促生产办公室”，刘任办公室主任。根据国家计委、国家建委的指示，一机部于1967年3月29日至4月25日在五堰召开二汽总体布置调整会议，决定二汽近期专业厂的建设范围是：东起白浪公社，西抵堵河。按照国家计划要求，二汽1967年开工，建设原则是“十万规模、分期建设”，“先六后四”。即第一期工程，两吨越野车和三吨半载重车建成六万辆生产能力，余下三吨越野车和五吨载重车四万辆作为第二期工程。4月1日一〇二系统施工队伍2000余人在大炉子沟动力厂工地举行“第二汽车制造厂开工典礼大会”，由饶斌主持，一机部汽车局负责人江泽民等出席。1967年8月，突然不让饶斌抓生产靠边站了。8月底，国家计委、建委向一机部、湖北省军管会发出通知，指出二汽是配合军工任务的国家重点建设项目，已列入第三个五年计划和1967年国家计划，明年要继续施工，请一机部抓紧各项建设工作，请各有关部门大力协助二汽的建设。一机部接通知后，认为目前工作很难进行，向中央打报告，要求对二汽实行军管。1968年9月24日，湖北省革命委员会批示成立二汽革委会，委员会委员51名，常委17名，主任暂缺，刘景修任第一副主任，副主任还有齐抗、郭清林(军代表)。10月下旬，二汽26个专业厂的革命委员会和厂职能部门的革命领导小组成立。11月19日22点30分，国家建委军管会传达周总理的指示：“二汽厂址可以确定在湖北郧县十堰地区进行建设。”12月4日，国家计委、国家建委军管会批复二汽建设方案年生产纲领10万辆，汽车品种根据“以军为主，军民结合”的原则，主要安排两个系列：(一)两吨越野车2.5万辆以及同系列的民用车3.5万辆，共6万辆；(二)三吨半越野车2万辆以及同系列的民用载重汽车2万辆，共4万辆。将来再根据国家需要，发展一些变型品种。建设必须贯彻执行集中力量打歼灭战的原则。步骤上可分两期进行。首先集中力量，建设第一个系列6万辆的工程，力争在1972年建成投产，然后建设第二个系列4万辆工程。两期工程可根据实际情况，做些必要的交叉。
国务院业务组(行使国务院职权的班子)批准，由武汉军区直接主持的二汽建设。1969年1月武汉军区主持召开有包建厂、勘测设计院所、国务院有关部委等106个单位305人参加的现场会，要求1969年完成20万平方米建筑面积。1970年为施工高峰，要求完成40万平方米；1971年上半年再完成22万平方米，基本结束二汽第一期建设工程。武汉军区副司令员孔庆德宣布二汽建设现场总指挥部成立，指挥长为熊心乐（湖北省军区参谋长），副指挥长为周子健(一机部副部长)、苗树森(建工部副部长)、赵修(湖北省副省长)、张效增(一机部政治部副主任)、徐斌洲、刘书智、于海荣、刘守华(一汽厂长)、冯伯华、刘景修（二汽军代表）、齐抗。成员有齐能尚(湖北省军区副政委)、王春迁、张育才、贺德福、杨健、韩永昌、王子仪、王进仁等。1月15日闭幕会上，指挥长熊心乐动员各单位紧急行动起来，为二汽上马做好准备，提出“边设计、边施工、边安装、边生产”的“四边”方针，以及“先生产、后生活，先建厂房、后建宿舍”的“两先两后”建设方针。武汉军区“三线”建设领导小组决定，二汽对外称红卫厂，二汽建设总指挥部对外称红卫厂总指挥部。4月1日，二汽革委会决定，二汽所属单位除对外称红卫厂外，并启用代号，如通用铸锻厂为5720，设备修造厂5721，化油器厂5762，仪表厂5763，轴瓦厂5764等。红卫厂建设总指挥部内设指挥组、政治工作组、后勤组、办事组4个大组，大组下设小组；下属第一分部（十堰办事处，负责地材生产和供应）、第二分部（承担二汽施工单位）、第三分部（二汽自身）、第四分部（东风轮胎厂）、第五分部（公路运输）。审定二汽总投资为12亿元。来自全国各地的建设人员、物资在丹江口火车站卸下，在汉江丹江港装船，水运至邓湾码头（今郧阳区茶店镇蔡家岭村）上岸后经20公里公路运入十堰。1971年3月襄渝铁路通车前，老（河口）白（河）公路建于抗日战争时期，最宽处路基7米，傍山险要处只有三四米。4月29日，只用了3个月建成丹江至二汽长170华里的11万伏的高压输电丹东线并通电。1969年9月底开始，进入大规模施工阶段，北京建筑三公司，在内蒙的中建八局，在大庆的建筑五团，都奉命来建设二汽。加上安装队伍，共编十个建筑工程团。1969年10月14日～11月8日，一机部生产指挥组在北京召开二汽工厂设计审定会议，会议对设计做了调整：(1)基建总投资控制在11.5亿元，比原设计节约5000万元。(2)厂区建筑面积由137万平方米调整为123万平方米，职工生活设施(包括宿舍、学校、医院等)建筑面积为100万平方米。(3)工艺设备控制在21000台内。(4)职工总数初步控制在5.5万人左右，生产初期按70%配备。1969年12月1日，湖北省决定撤销“郧阳十堰办事处”，成立县级的十堰市，归郧阳地委领导。十堰市革委会主任刘庆祥，副主任陈明、崔毓璠、李化伦、旋敏、孟令珍。1970年2月19日红卫建设三分部（即二汽）成立临时革委会，由齐能尚、刘景修、杜清平、刘献忠、王启、赵继明、李子政、邱长银、左鼎森九人组成，除李子政外全是军代表。湖北省委决定把省工会东湖疗养院53名干部和武汉市第一医院全部调迁二汽，市一医院有院级干部9名，科级干部6名，一般干部53名，医务干部382名，计440名；另有154名工人，总计594名。
1971年1月，中共湖北省革委会核心组任命齐能尚(湖北省军区副政委)为二汽革委会主任，饶斌、吴佩伦、李子政、刘奂为副主任。吴佩伦和刘奂是一机部下放的局级干部。至1972年4月，二汽25个厂，除仪表厂在襄樊外，其余东至白浪，西至花果，沿老白公路全长32公里，分布在17条沟里。二汽将来生产三种车(两吨半军用越野车、五吨民用车、三吨半军用越野车)。首先形成两吨半越野车的生产能力。二汽施工从1969年四季度开始，1970年以土建为中心，设计与施工交叉进行。1971年以安装为中心，安装设备6374台，当时铁路未通，基本靠汽车运输。边设计，边施工，边安装。1972年以调试为中心。这三年与一汽建厂比较，一汽三年完成工业建筑38万平方米，民用宿舍32万平方米，安装设备7552台，铁路建设28公里。二汽三年中，工业开工83.8万平方米，竣工和基本竣工57万平方米；民用宿舍开工35.5万平方米，竣工和基本竣工26.35万平方米；安装设备10794台；铁路建成26公里，而且桥涵多，土石方工程量大；自制非标设备1380多台。1972年底撤回全部军代表，饶斌被湖北省委任命为二汽革委会主任、党委第一书记；第二书记白洛（省机械局副局长），书记刘景修，副书记王进仁、张庆梓、李子政、刘华斋、李东波（郧阳地区革委会副主任），常委16人，委员33人。二汽革委会副主任白洛、李东波、张矛、江华、阎维华、李惠民。撤销红卫机械厂建设总指挥部及其所属各分部，按业务系统把土建工程各团组成湖北省建工一局，东风轮胎厂为化工部直属厂，五分部改为二汽运输处。
最初生产EQ240型军用载重车，1975年11月18日将其生产的汽车品牌定为“东风”，1978年开始批量生产其首款民用车EQ140型。1978年6月从西德进口12000吨锻压自动线投入使用用于制造前梁。
1980年1月3日国家计委、经委、建委签发通知，确定二汽为“缓建”项目。饶斌打电话与二汽领导黄正夏等商量，提“自力更生，筹集资金，数年内陆续建成二汽”的方案向一机部汇报：从1980年至1985年六年中，采取“量入为出，分期续建”的方案，二汽大约可生产30万辆汽车，可上缴国家利润10～12亿元，上缴税收3.5亿元左右，企业按国家有关规定，可留利3亿多元。以此为基数，用于几个重大项目的分期建设，并提出具体方案：先建自备热电厂，对三吨半越野车，尽量利用两吨半越野车的生产线能力，铸造厂的扩建尽量不到外地建。一机部同意折旧费留给企业70%，近一两年内，汽车总局也不要那20%。周子健部长还指示汽车总局今年借给二汽2000万元。由于湖北省已批准二汽为扩大企业自主权的试点单位，一机部也同意继续试点。凡在国家批准的设计和概算范围内，企业可根据建设进度的需要，自行调整项目和时间，灵活使用资金。争取到计委、财政部把二汽从“停缓建”企业改为“缓建”企业。在一机部部长办公会议支持下，二汽写出了《关于自筹资金，量入为出，分期续建二汽的请示报告》，上报中共中央、国务院。3月11日国务院办公会议，讨论二汽的报告，同意二汽在1980—1985年自筹资金3.3亿元，用于完善五吨车能力；建设电厂、建设三吨半越野车能力；扩建铸造厂、技术中心、文体卫生等项目，并以国发文件下发。1980年7月22日邓小平视察。1980年12月27日，中共中央同意免去饶斌十堰市委第一书记、第二汽车制造厂党委第一书记职务，任命黄正夏为十堰市委第一书记和第二汽车制造厂党委第一书记。
1981年2月17日，国家机械工业委员会批准以二汽为基础，联合杭州、汉阳、广州、柳州、重庆、贵州、云南七个汽车制造厂和乌鲁木齐汽车装配厂，成立东风汽车联营公司，这也是中国汽车行业第一家联营公司。到1985年，联营公司共有国内21个省市区118家企业，其中汽车改装厂27家，专业总成厂21家，配件厂40家，配套产品厂30家。联营公司实行董事会领导下的经理负责制，正副董事长、正副经理均由二汽领导兼任。二汽增设汽车改装部、专业生产部等几个机构，专管联营公司业务，联营公司其他业务由二汽相应机构兼管。联营厂共同分担生产千种东风系列零部件，二汽集中力量从事关键零部件生产，形成年产10万辆汽车能力。联营厂联合发展改装车、专用车，共同设计试制大客车底盘、装甲车、越野车平头驾驶室、柴油车、高原车。
2008年销售汽车261.5万辆，销售收入2691.59亿元，综合市场占有率14.08%。在国内汽车市场，中重卡、SUV、中客排名第一位，轻卡、轻客排名第二位，轿车排第三位。2010年公司居中国企业500强第13位、中国制造企业500强第二位。
2013年5月16日，福建省人民政府與東風汽車公司簽訂戰略合作框架協議，東風汽車公司將以增資方式受讓福建省國資委持有的福建省汽車工業集團45%股權，與此同時，東風汽車公司與福汽集團還將以組建投資公司的形式控股東南（福建）汽車工業有限公司。
2017年11月14日，根据国企改革要求，东风汽车公司更名为东风汽车集团有限公司，由全民所有制企业改组为国有独资企业，英文名称不变。
2021年7月26日，东风汽车集团有限公司、东风汽车有限公司、东风日产乘用车公司发布通知：高国林任东风汽车有限公司副总裁、东风汽车有限公司东风日产乘用车公司副总经理；陈昊不再兼任东风日产乘用车公司副总经理职务。9月8日，东风汽车在港交所公告，东风汽车子公司以每股16.65欧元的价格出售3,610万股斯泰蘭蒂斯股份。
2025年2月9日，東風汽車與长安汽车開啟合並過程。6月5日，东风汽车表示，其與長安汽車的合並過程中止，暂不涉及相关资产和业务重组。

## 汽车款式

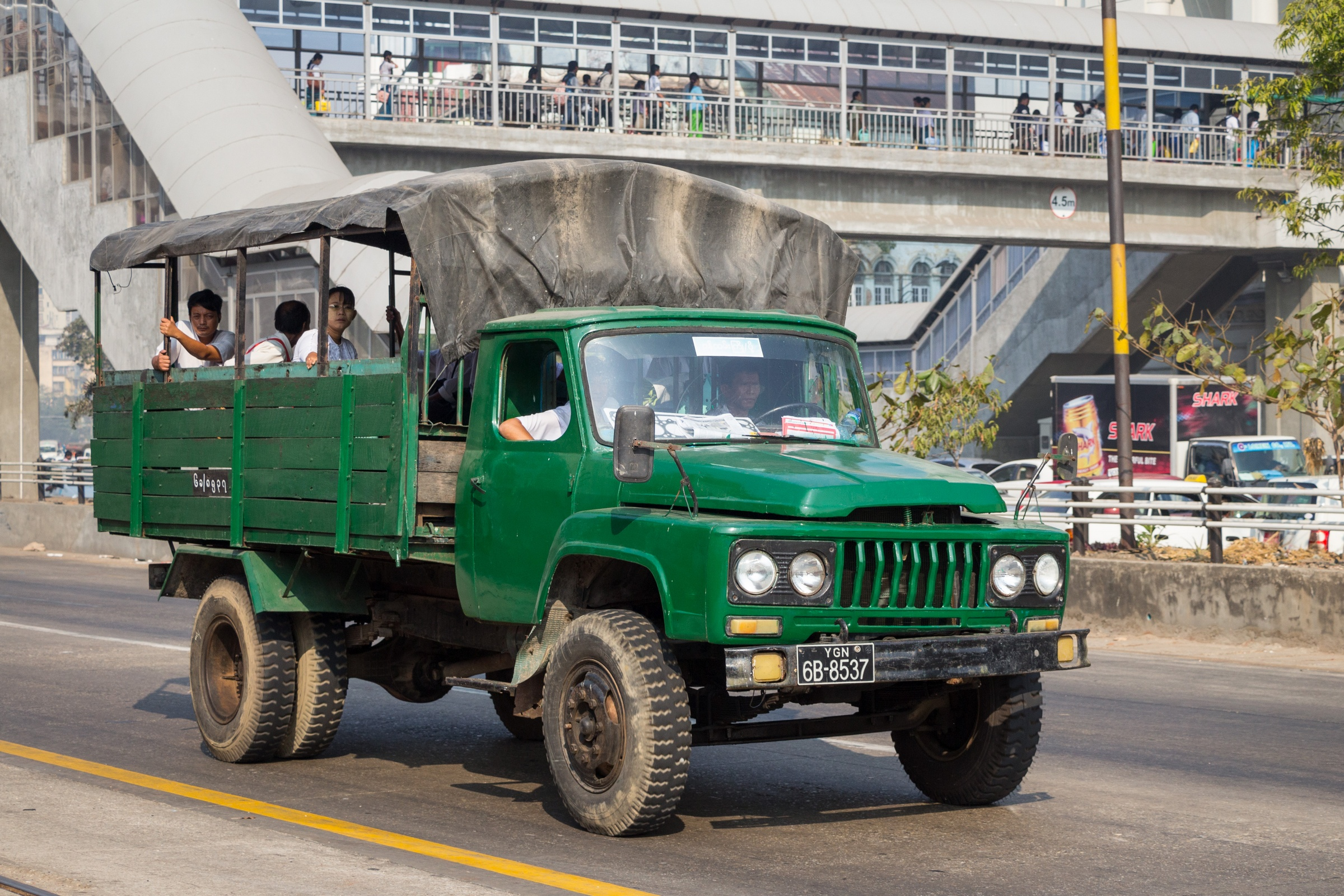
东风EQ140-1型（俗称“大玻璃东风”）
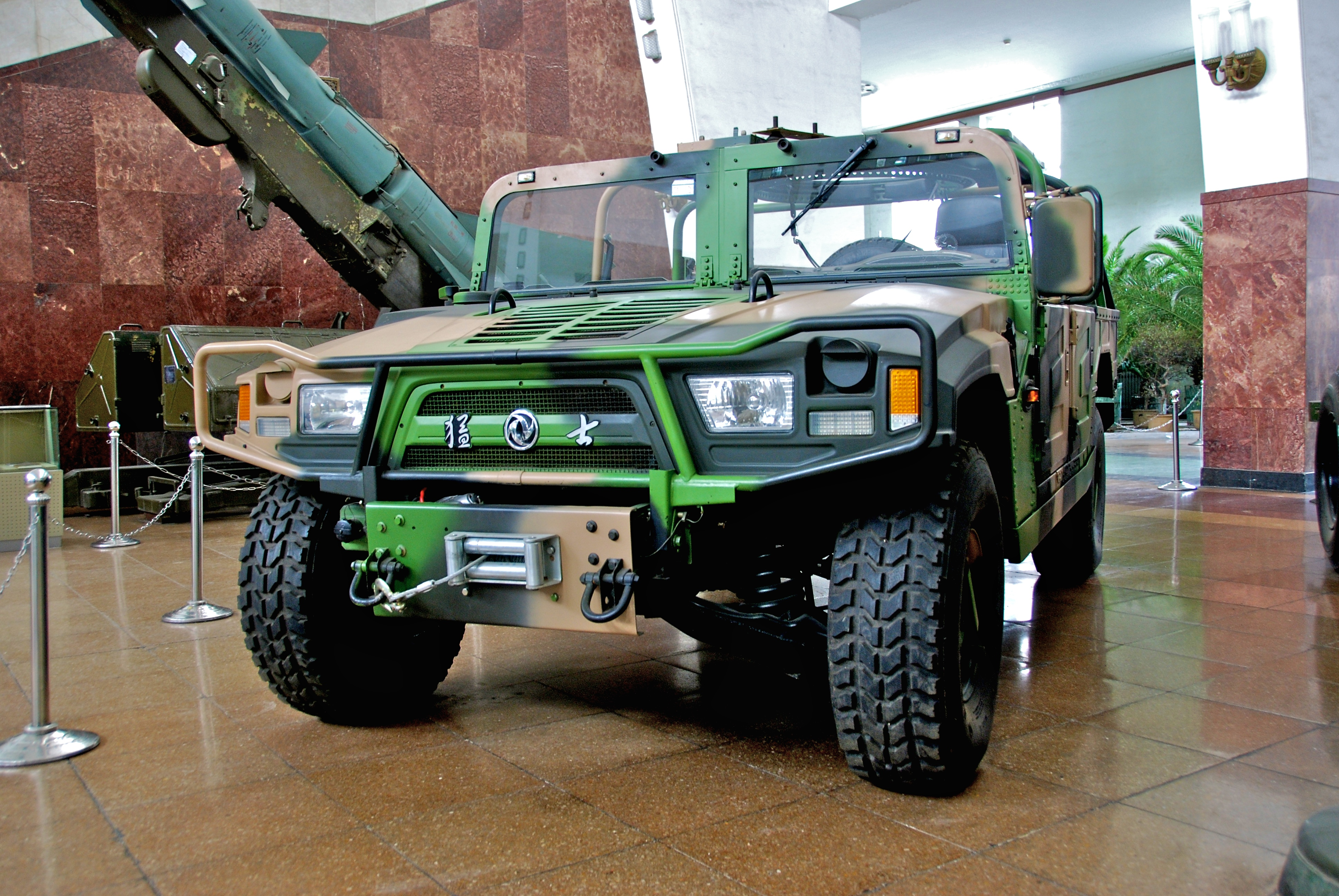
东风·猛士
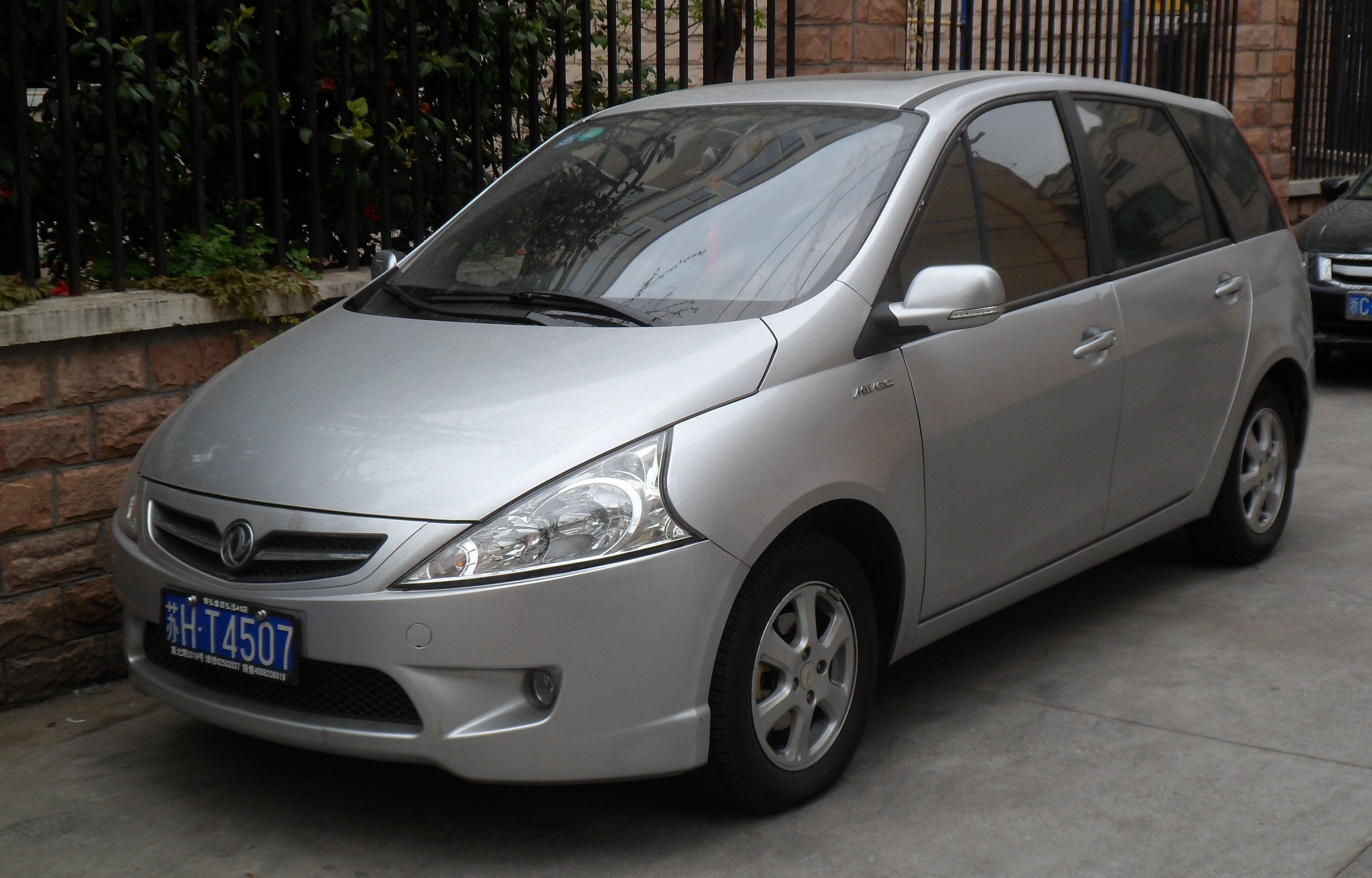
东风风行·景逸-1
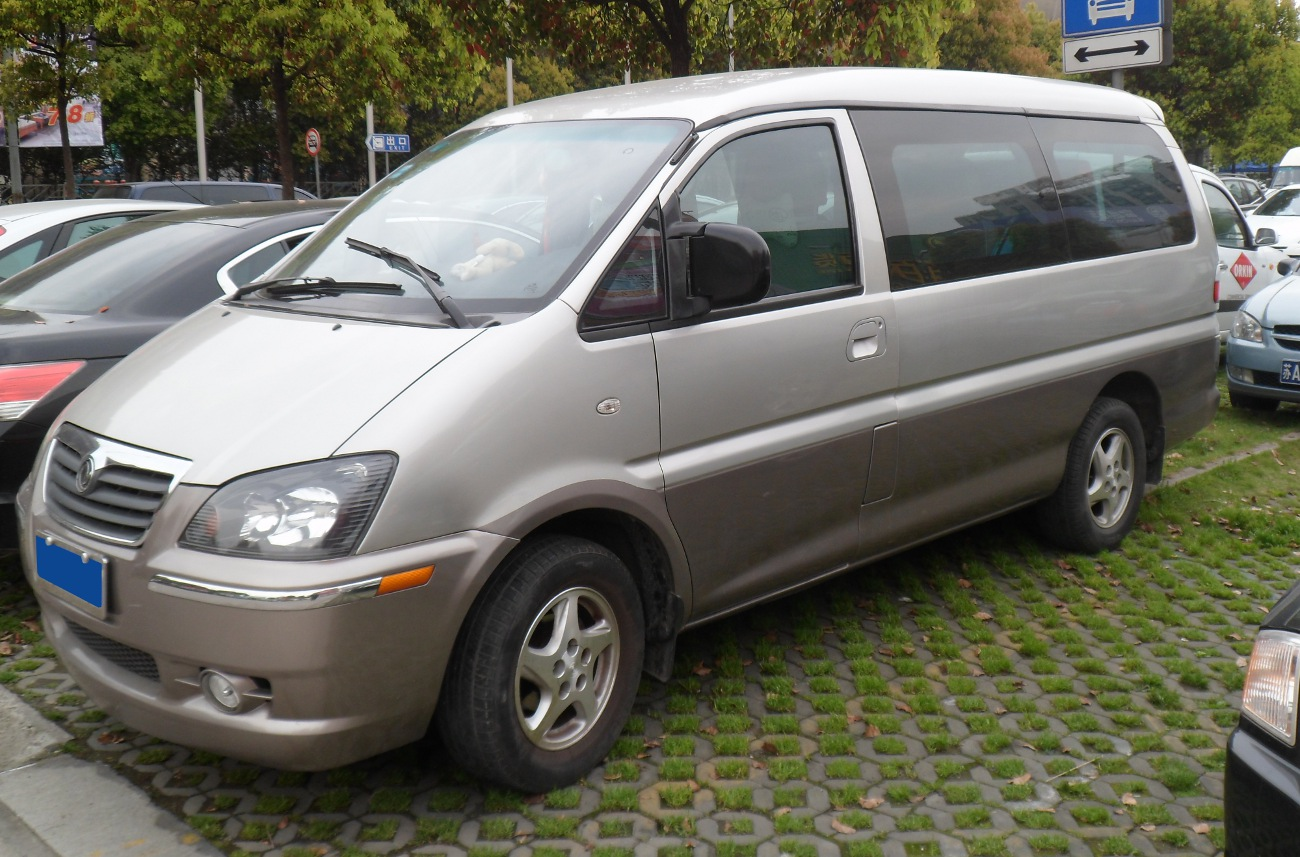
东风风行·菱智
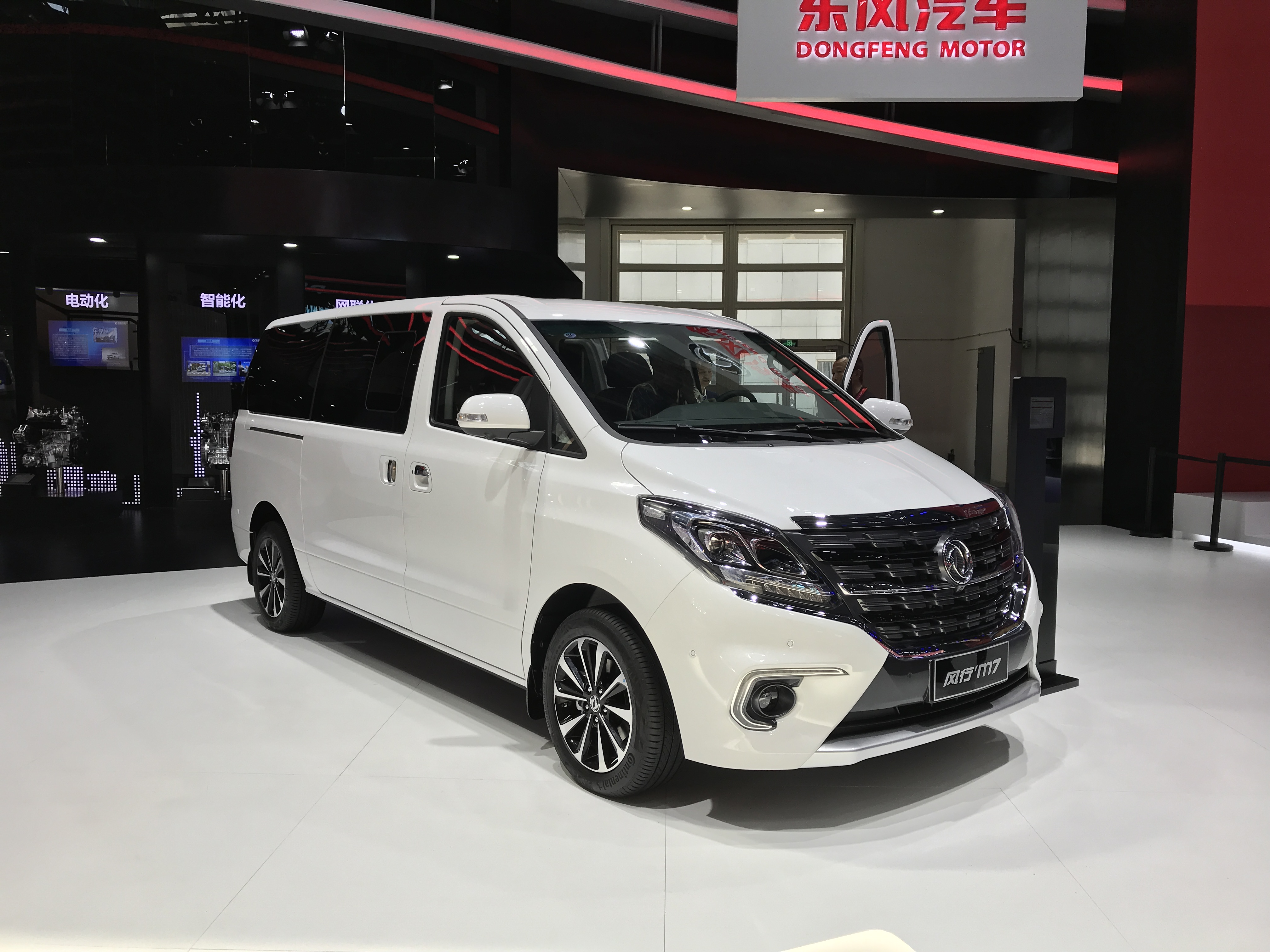
东风风行·M7
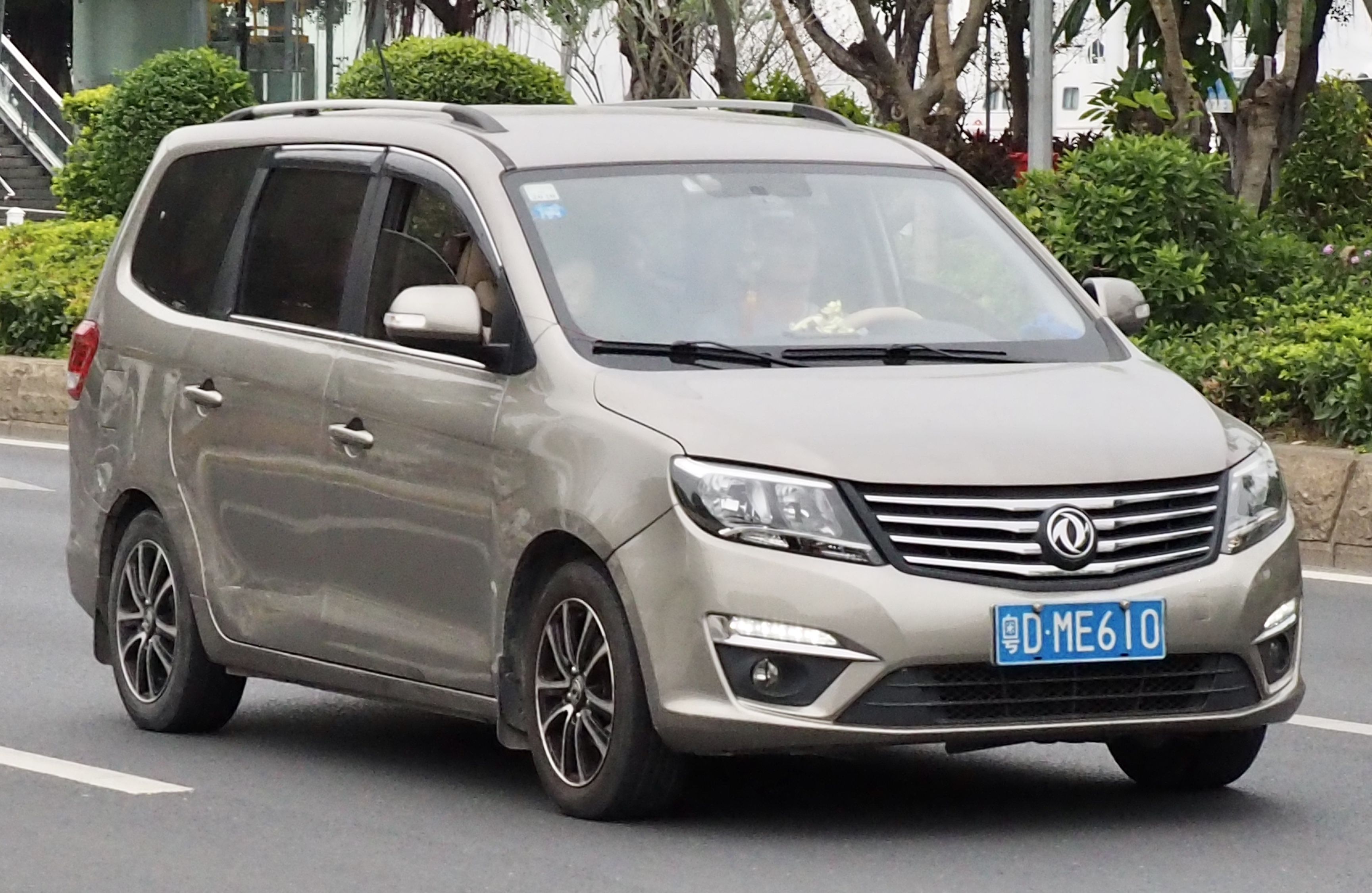
东风风行·S500
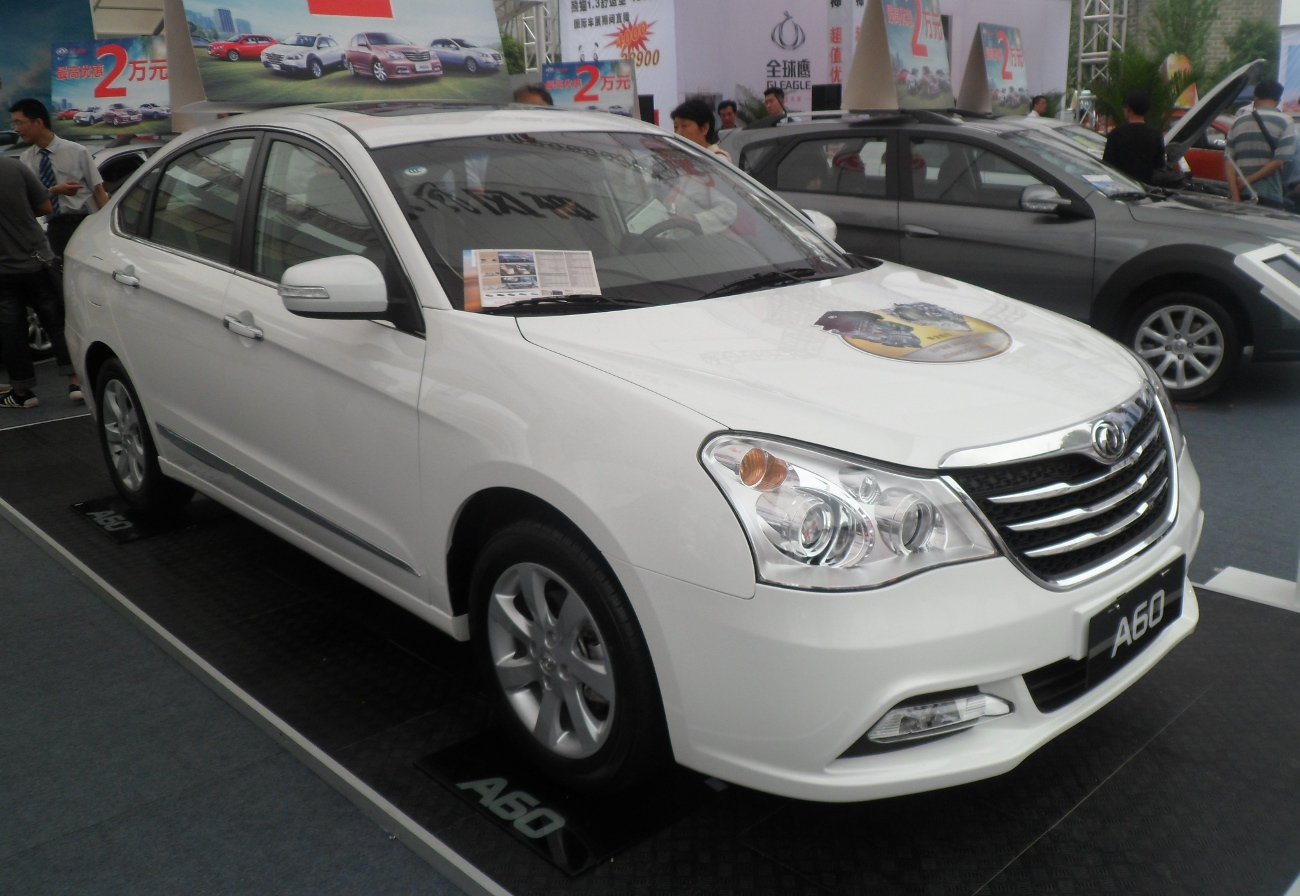
东风风神·A60 前方
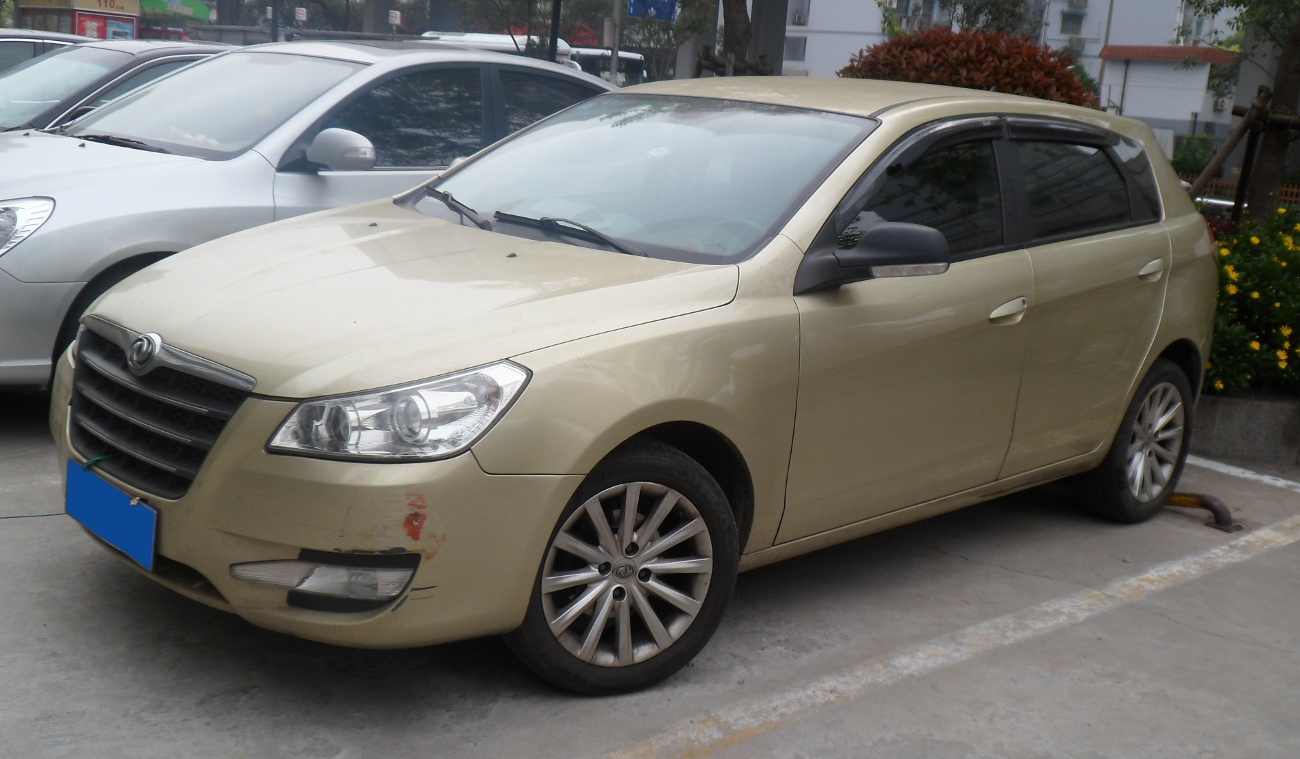
东风风神·H30
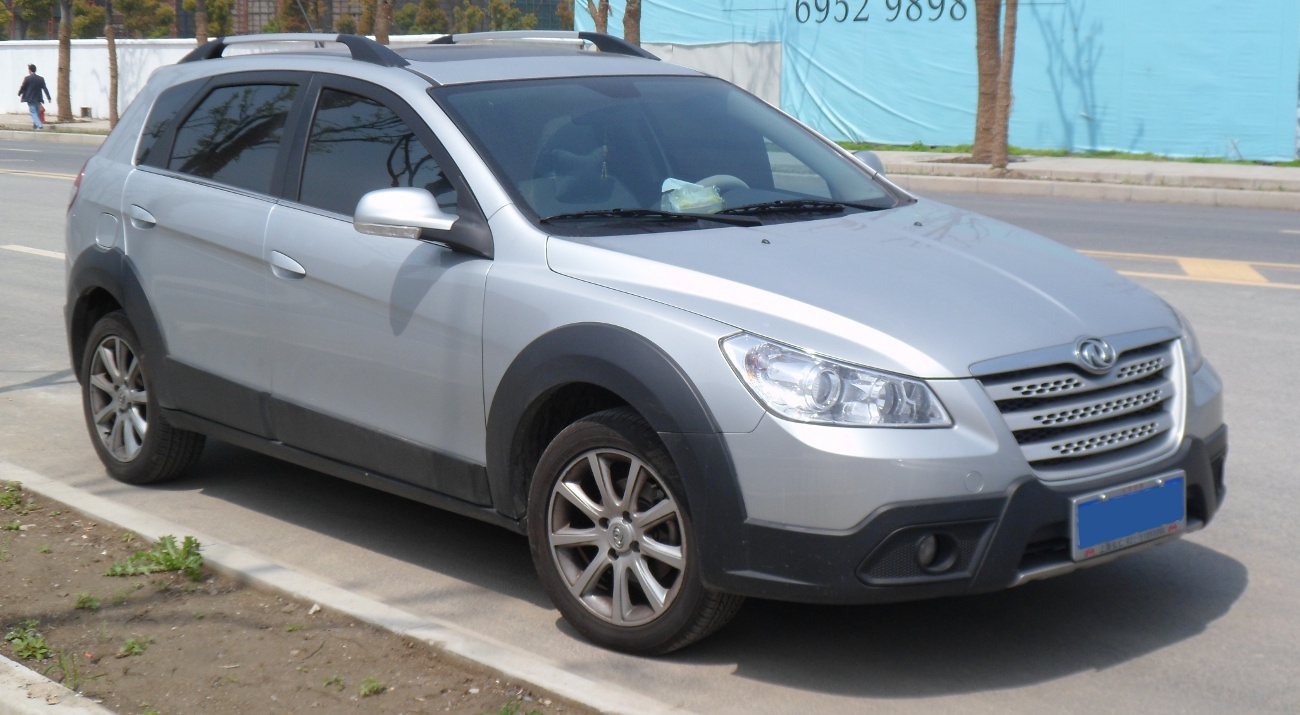
东风风神·H30
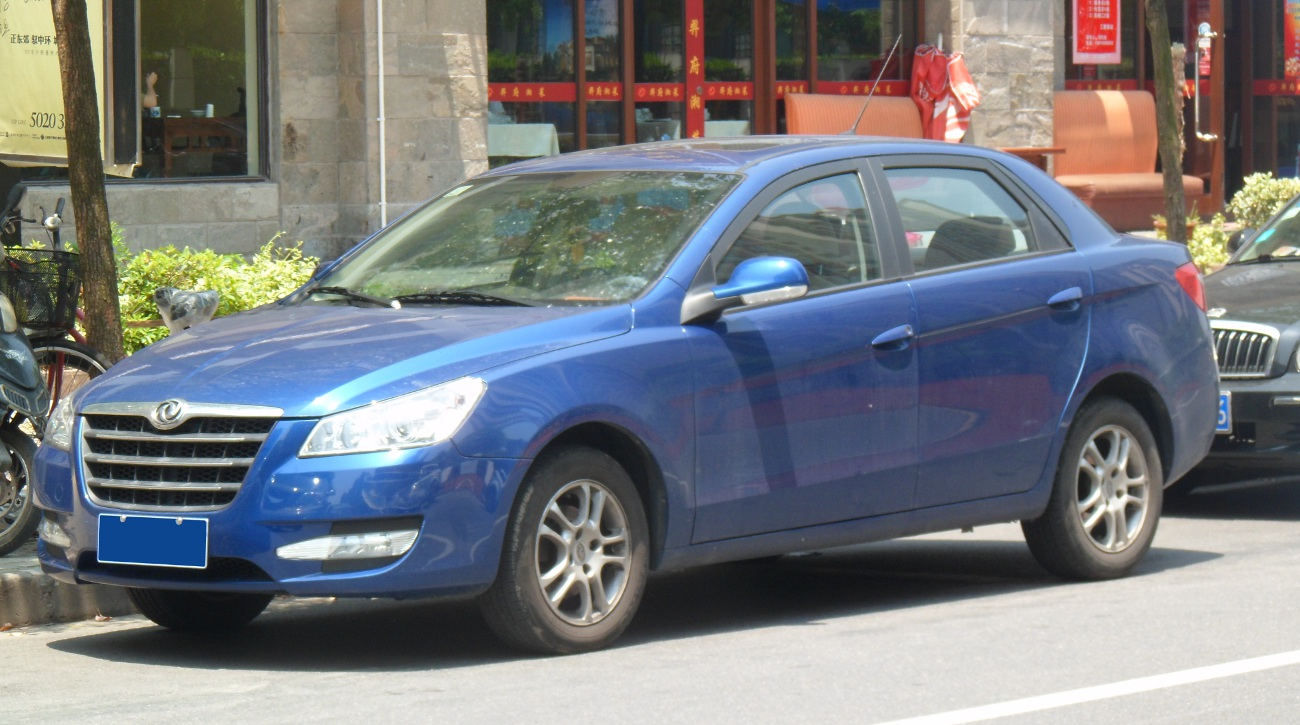
东风风神·S30
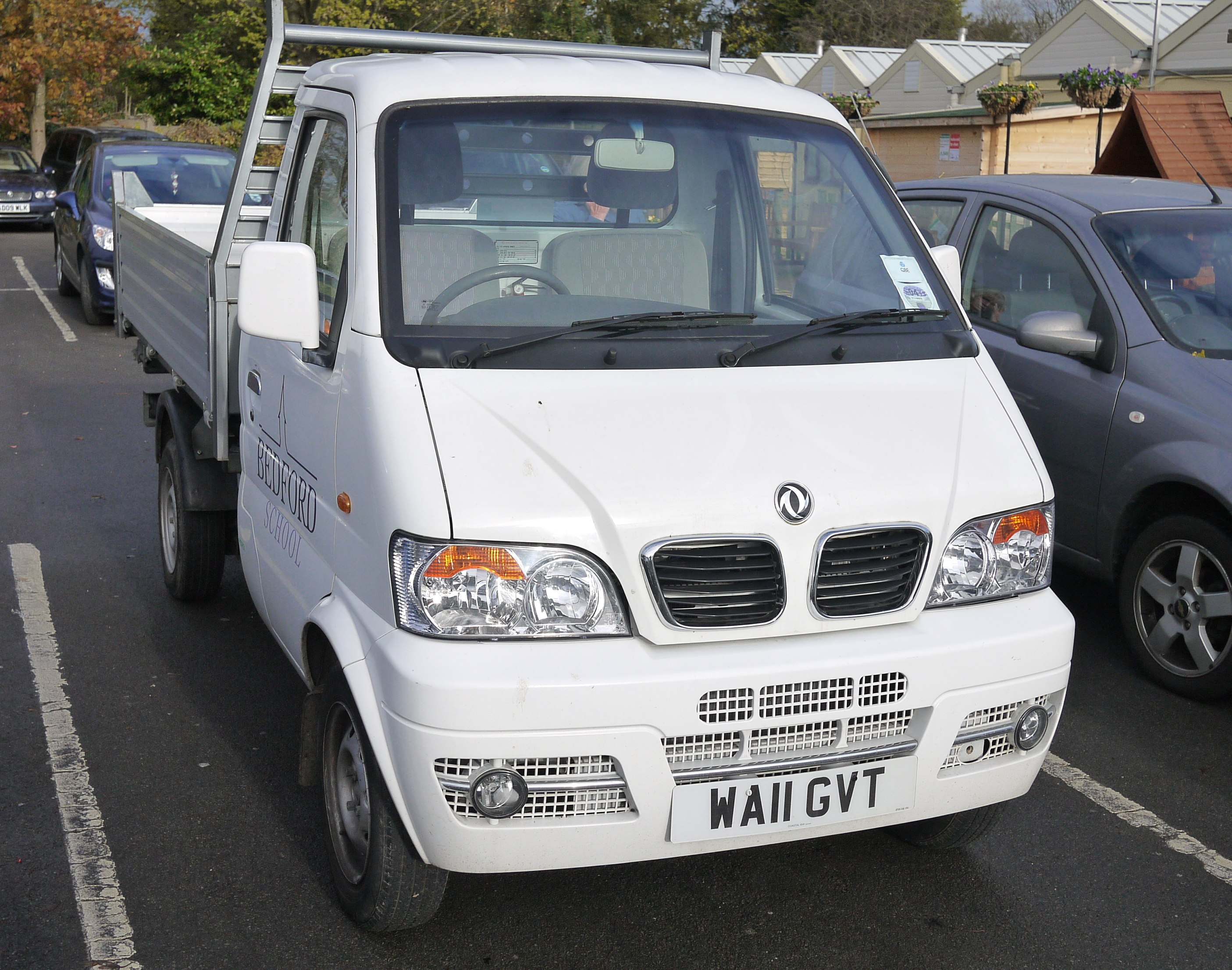
东风·小康
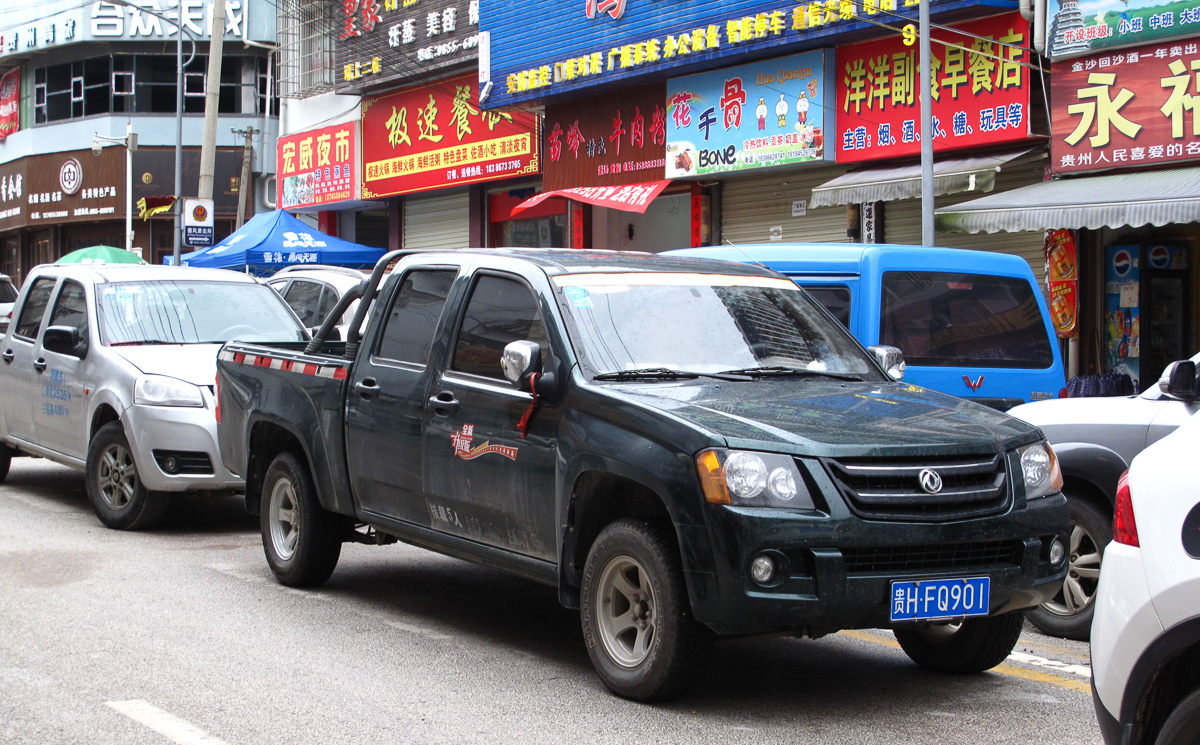
东风虎视
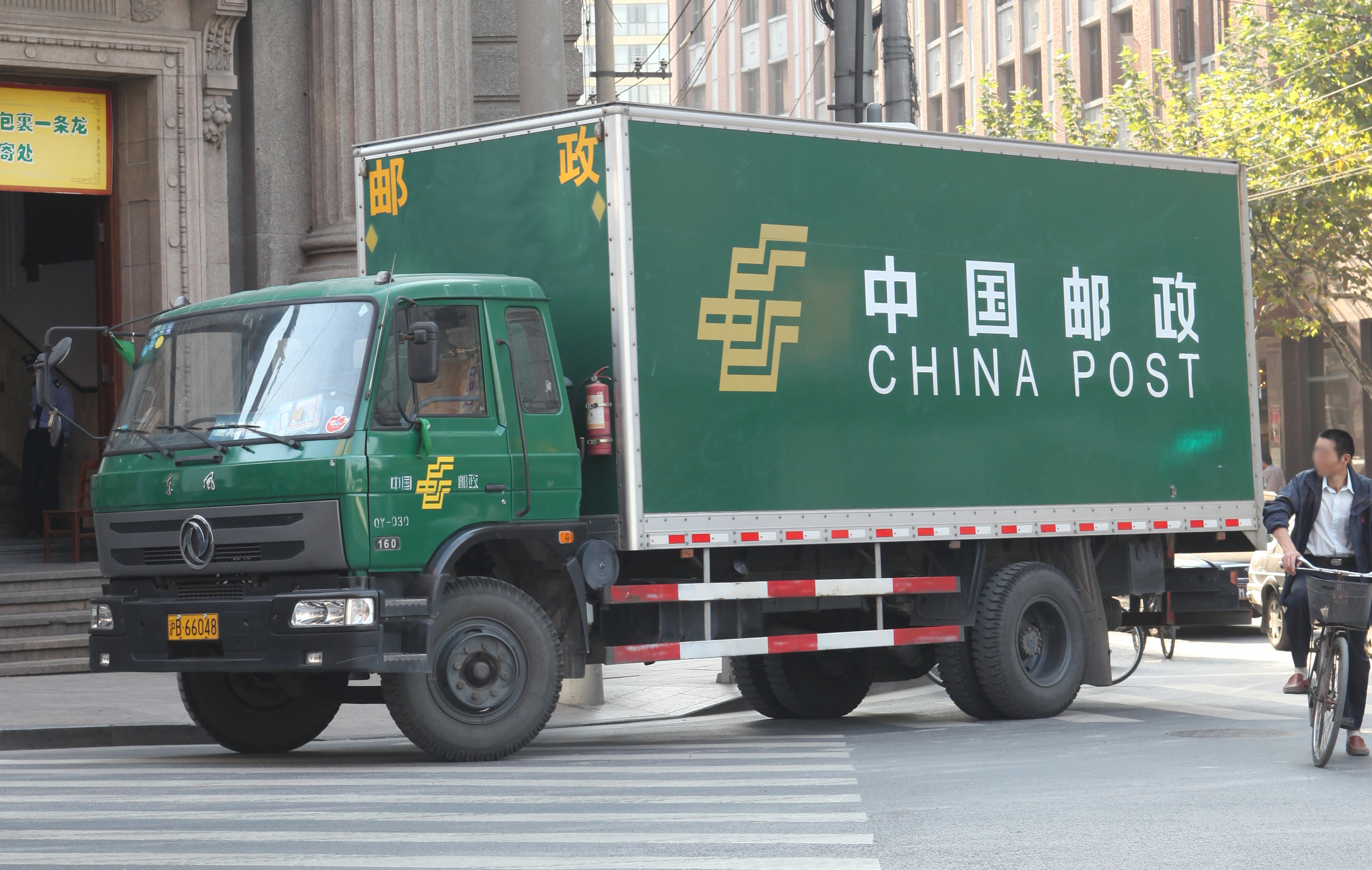
东风·厢式货车
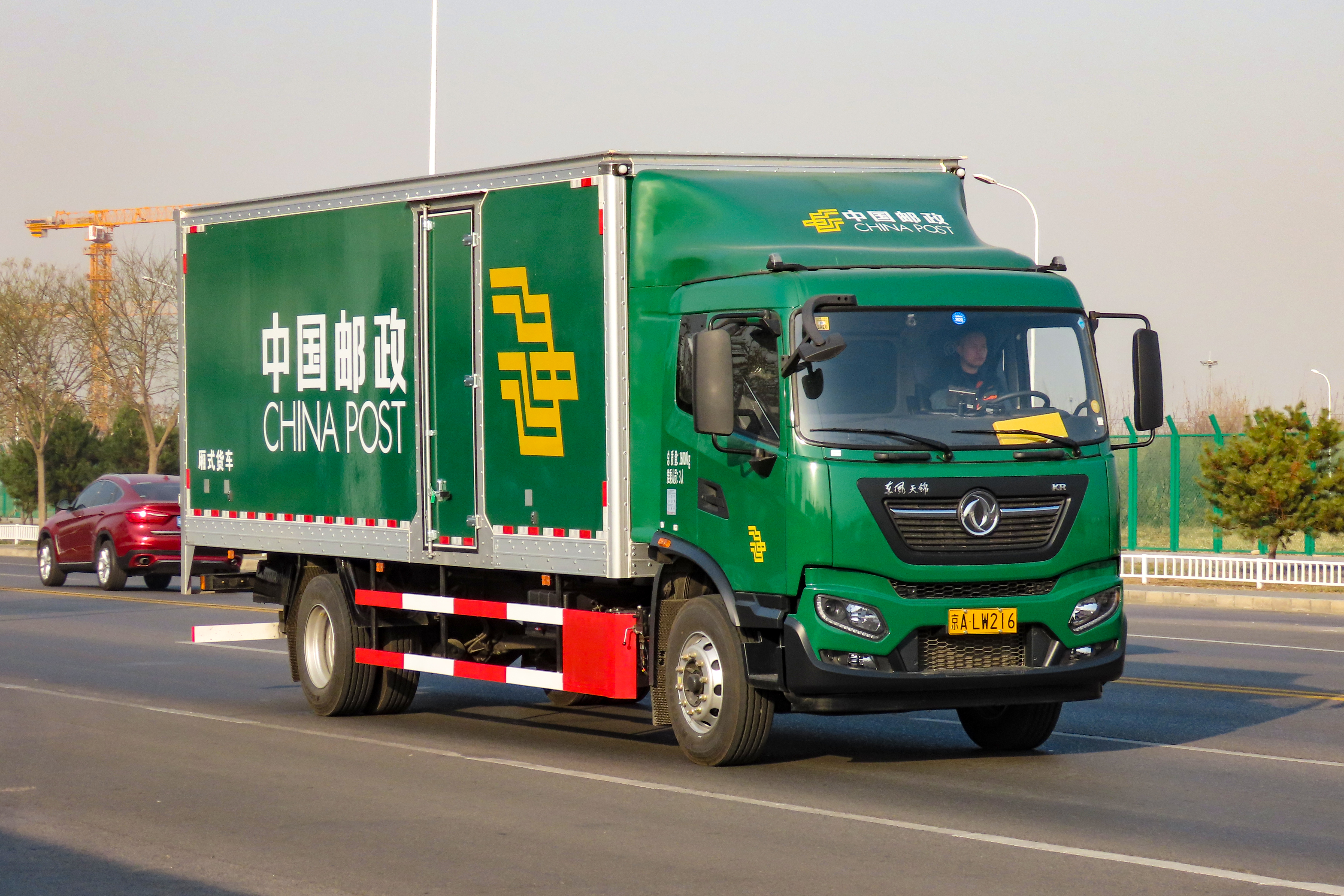
东风天锦KR中型货车
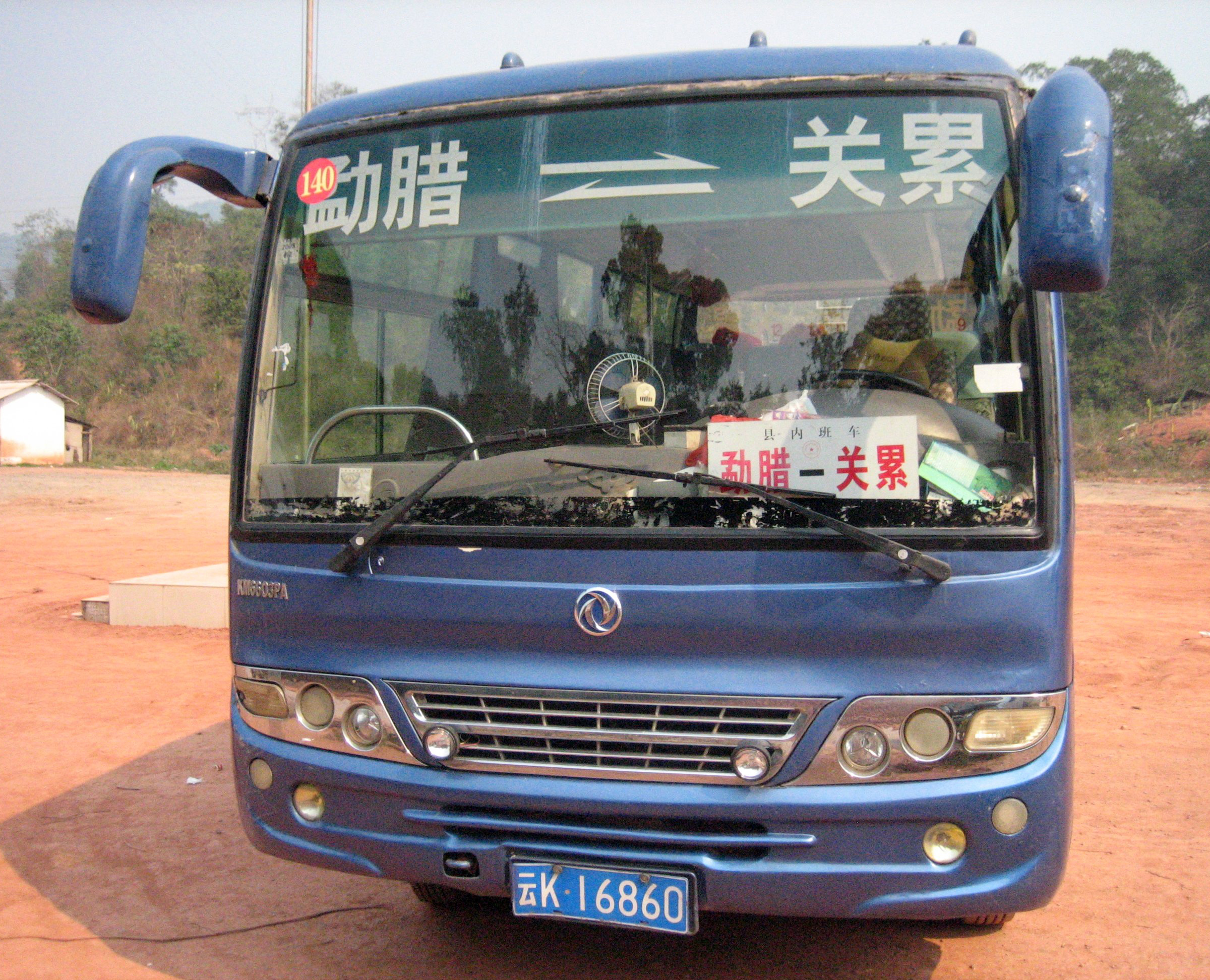
东风云南汽车生产的客车
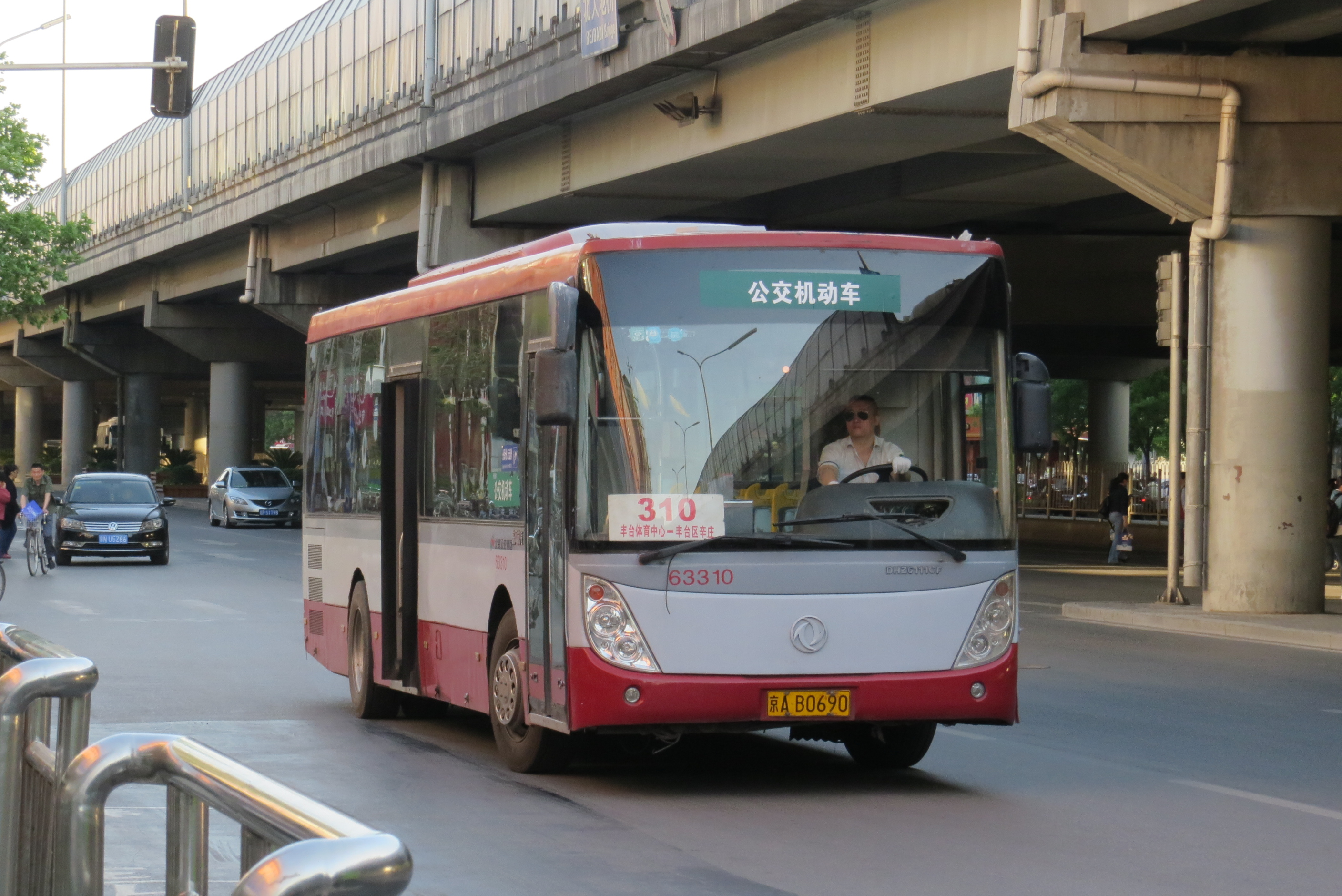
东风杭汽生产的DHZ6111CF型客车
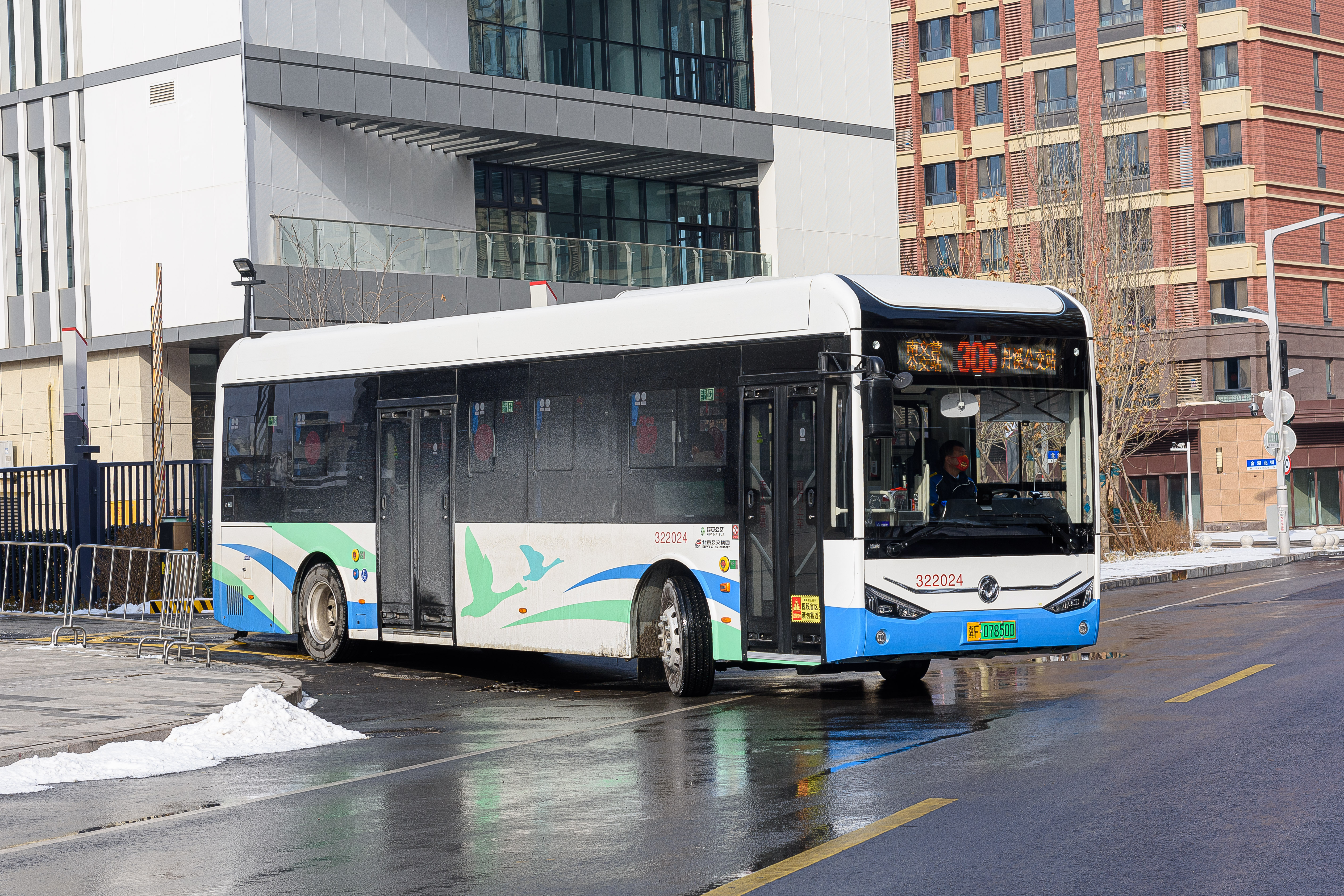
东风襄阳旅行车生产的“东风天翼”DFA6110CBEV型纯电动客车

## 部分合资或独资企业
东风在中国大陸透過香港上市公司東風汽車集團股份有限公司拥有多家合资或独资企业。
- 福建省汽車工業集團有限公司45%股權
- 东风汽车股份有限公司（湖北武汉）
- 东风汽车有限公司（湖北武汉）
  - 东风日产乘用车公司（广东广州／湖北襄阳，东风日产，原风神汽车）
  - 东风启辰乘用车公司（广东广州／湖北襄阳，东风启辰）
- 神龙汽车有限公司（湖北武汉，东风标致／东风雪铁龙）
- 东风悦达起亚汽车有限公司（江苏盐城）
- 东风本田汽车有限公司（湖北武汉）
- 东风雷诺汽车有限公司（湖北武汉）
- 东风日产柴汽车有限公司（浙江杭州）
- 东风裕隆汽车有限公司（浙江杭州）
- 賽力斯汽車（湖北）（重庆）
- 东风本田发动机有限公司（广东广州）
- 东风本田汽车零部件有限公司（广东惠州）
- 东风朝阳柴油机有限责任公司（辽宁朝阳）
- 东风商用车公司（湖北十堰）
- 东风（十堰）实业公司（湖北十堰）
- 东风金元汽车有限公司（湖北随州）
- 东风杭州汽车有限公司（浙江杭州）
- 东风柳州汽车有限公司（广西柳州）
- 东风南充汽车有限公司（四川南充）
- 东风电动车辆股份有限公司（湖北武汉）
- 东风专用汽车有限公司（湖北十堰）
- 东风专用汽车（制造厂）有限公司（湖北随州）
- 武汉东风设计研究院有限公司（湖北武汉）
- 中国东风汽车工业进出口有限公司（上海）
- 中国乘用车公司（上海）
- 东风电子科技股份有限公司（上海）
- 東風商用車公司55%股權
- 東泰汽車有限公司成立於2013年，是中國東風商用車有限公司在港澳地區的獨家總代理